# Jean-Marie Adiaffi
Jean-Marie Adiaffi (Bettié, 1941 - ) é um escritor e crítico literário marfinense. Sua obra atravessa problemas da identidade cultural vinculados à experiência colonial africana.

## Obra
- The Identity Card (1980)
- Lire Henri Konan Bédié: le rêve de la graine (1996)

## Bilbiografia
- Gikandi, Simon, ed. (2003). Encyclopedia of African literature [Enciclopédia da literatura Africana]. [S.l.]: Routledge